# Tilt Cove
Tilt Cove is een gemeente (town) in de Canadese provincie Newfoundland en Labrador. De gemeente ligt op het schiereiland Baie Verte aan de kust van Notre Dame Bay, in het noorden van het eiland Newfoundland. Tilt Cove heeft 4 inwoners en is daarmee de kleinste gemeente van Canada. In mei 2025 werd bekendgemaakt dat de inwoners van het dorp zich zullen hervestigen.

## Geschiedenis

### 19e - 20e eeuw
De plaats werd in 1864 gesticht nadat de eerste mijn van Newfoundland en Labrador er opende. Deze kopermijn zorgde voor het ontstaan van een bloeiende dorpsgemeenschap, die in 1916 een piek van 1.500 inwoners bereikte. In 1920 sloot de kopermijn, waarop meer dan 90% van de inwoners vertrok. In 1957 werd de mijn tijdelijk heropend en kende het dorp opnieuw een grote heropleving, al sloot ook die mijn in 1967. Vandaag is er in de omgeving enkel nog kleinschalige mijnbouw, zowel gericht op koper als op goud.
In 1969 werd het dorp een gemeente met de status van local government community (LGC). In 1980 werden LGC's op basis van The Municipalities Act als bestuursvorm afgeschaft. De gemeente werd daarop automatisch een community om via een algemene wet in 1996 uiteindelijk een town te worden.

### 21e eeuw
In 2014 woonden er maar zeven mensen meer in het dorp. Na twee overlijdens en de verhuis van een gepensioneerde inwoner bleven er sinds 2016 maar vier inwoners meer over. Alle vier zijn ze lid van dezelfde familie: de familie Collins. Don Collins is burgemeester, zijn echtgenote is gemeentesecretaris en haar broer en diens echtgenote zijn beide gemeenteraadslid. De economie van het dorp draait vooral op de inkomsten van de 800 à 1000 toeristen die het plaatsje iedere zomer bezoeken vanwege zijn status als kleinste gemeente van Canada. Enkele van de andere huizen in het dorp zijn in gebruik als tweede verblijf.
In 2019 gaven de inwoners te kennen dat ze wensten gebruik te maken van de hervestigingsregeling van de provinciale overheid. In 2022 werd die aanvraag afgewezen, waarop ze in beroep gingen en begin 2023 alsnog gelijk kregen. Berekeningen toonden aan dat een hervestiging voor de provincie een besparing van 2,6 miljoen dollar over een tijdspanne van 20 jaar zou opleveren, onder andere door het niet langer moeten uitvoeren van wegonderhoud. In mei 2025 werd bekendgemaakt dat alle vier de inwoners op korte termijn zich zullen hervestigen naar King's Point.